# Bockendorf (Hainichen)
Bockendorf ist ein Ortsteil von Hainichen im Landkreis Mittelsachsen in Sachsen. Er wurde am 1. Januar 1994 eingemeindet.

## Geographie

### Geographische Lage
Bockendorf liegt südöstlich der Stadt Hainichen am Eulenbach, einem Zufluss der Kleinen Striegis.

### Nachbarorte
|                | Eulendorf                                   | Riechberg  |
|                | Kompassrose, die auf Nachbargemeinden zeigt | Wingendorf |
| Langenstriegis | Hartha                                      |            |

## Geschichte

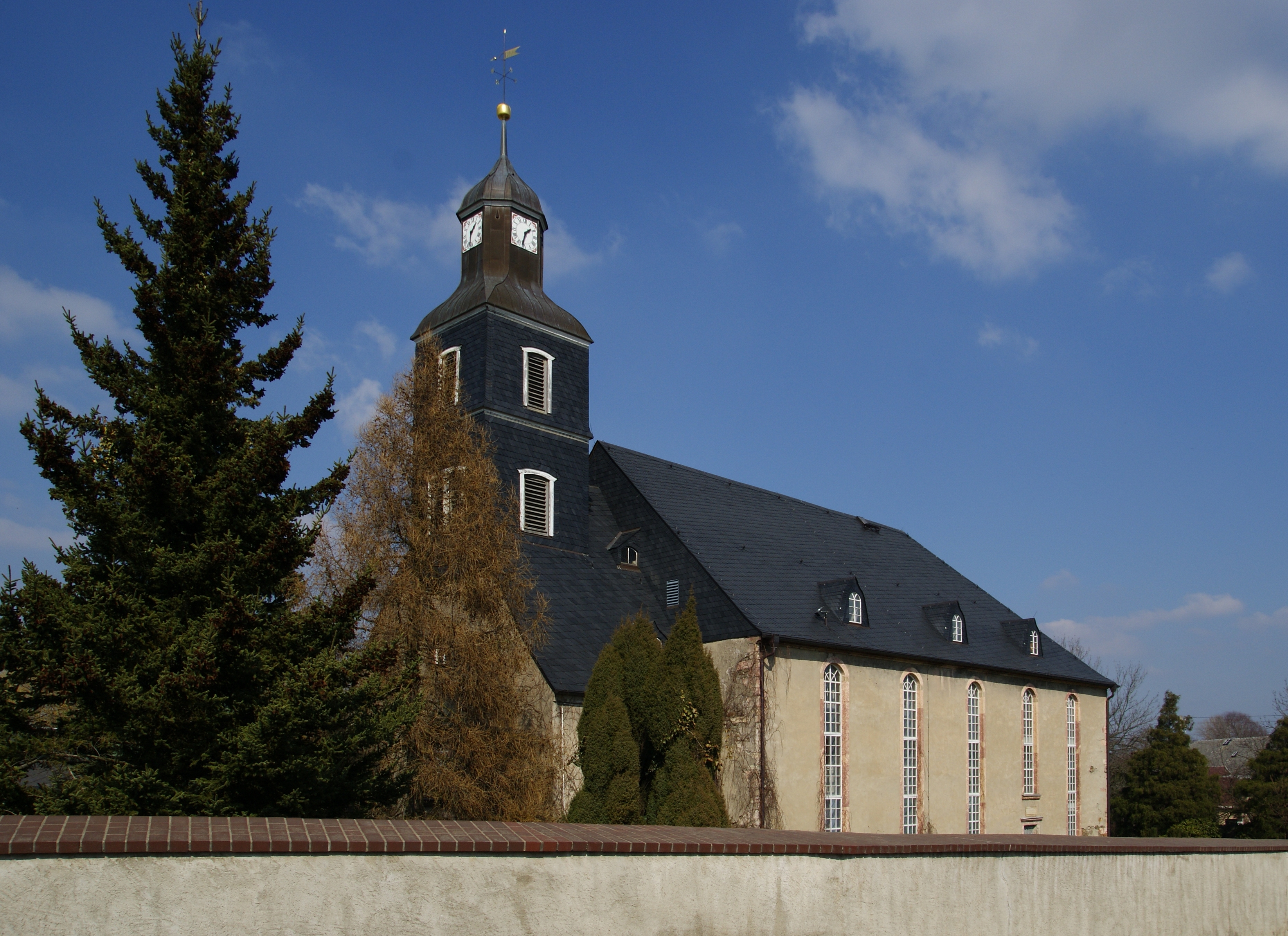
Kirche Bockendorf

Das Waldhufendorf Bockendorf wurde im Jahr 1185 als „Bukendorf“ erwähnt. Der Ort entstand jedoch schon in der Zeit um 1150 bis 1162. Bockendorf gehörte ursprünglich zum Besitz des Klosters Altzella. Nach der Säkularisation des Altzellaer Klosterbesitzes im Jahr 1540 kam der Ort zum neu gegründeten wettinischen Amt Nossen. Bockendorf gehörte bis 1856 als Amtsdorf zum kursächsischen bzw. königlich-sächsischen Amt Nossen. Zum Kirchspiel Bockendorf gehört noch der Nachbarort Eulendorf.
Ab 1856 gehörte Bockendorf zum Gerichtsamt Hainichen und ab 1875 zur Amtshauptmannschaft Döbeln, welche 1939 in Landkreis Döbeln umbenannt wurde.
Mit der ersten Kreisreform in der DDR kam die Gemeinde Bockendorf im Jahr 1950 zunächst zum Landkreis Flöha. Mit der zweiten Kreisreform in der DDR wurde sie im Jahr 1952 dem Kreis Hainichen im Bezirk Chemnitz (1953 in Bezirk Karl-Marx-Stadt umbenannt) angegliedert. Seit 1990 gehörte Bockendorf zum sächsischen Landkreis Hainichen, der 1994 im Landkreis Mittweida und 2008 im Landkreis Mittelsachsen aufging. Am 1. Januar 1994 wurde Bockendorf nach Hainichen eingemeindet.